# Château Figeac

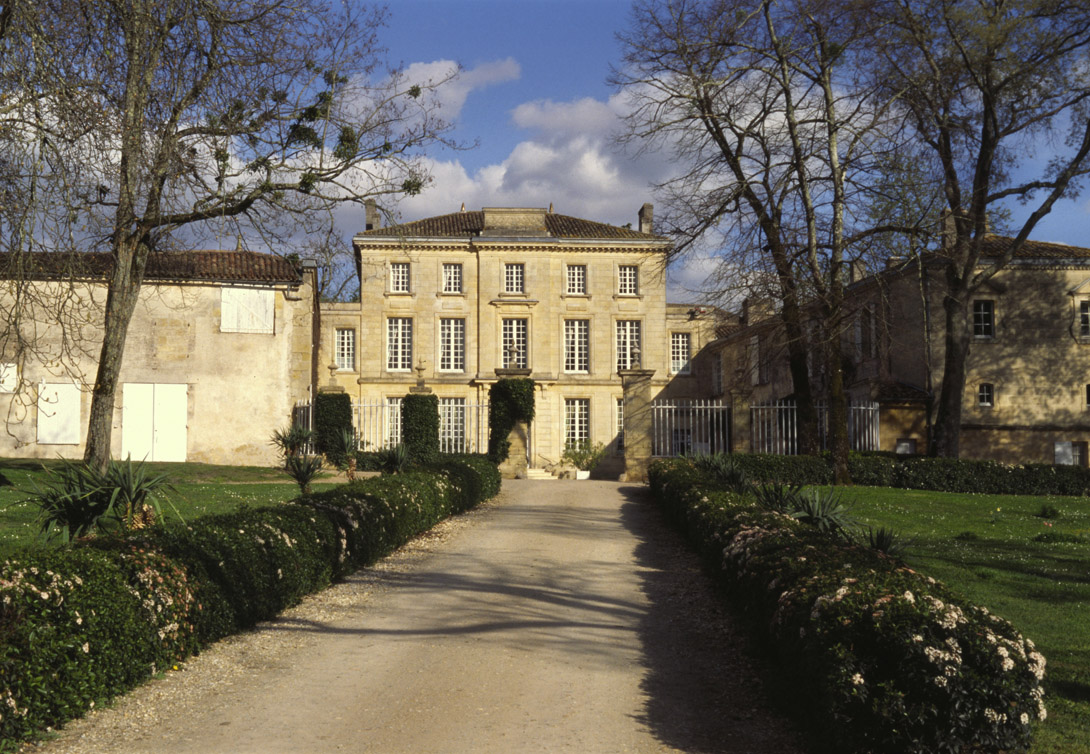
Das Schlossgebäude von Château Figeac

Das Château Figeac ist eines der bedeutendsten und traditionsreichsten Weingüter der französischen Gemeinde Saint-Émilion in der Region von Bordeaux. In der Hierarchie der Rotweine von Saint-Émilion gehört es seit dem Jahr 2022 als Premier Grand Cru Classé A der höchsten Stufe an (siehe auch den Artikel Bordeauxwein (Klassifikation)). Das Château befindet sich seit 1892 im Eigentum der Familie Manoncourt.

## Lage, Boden und Rebsorten

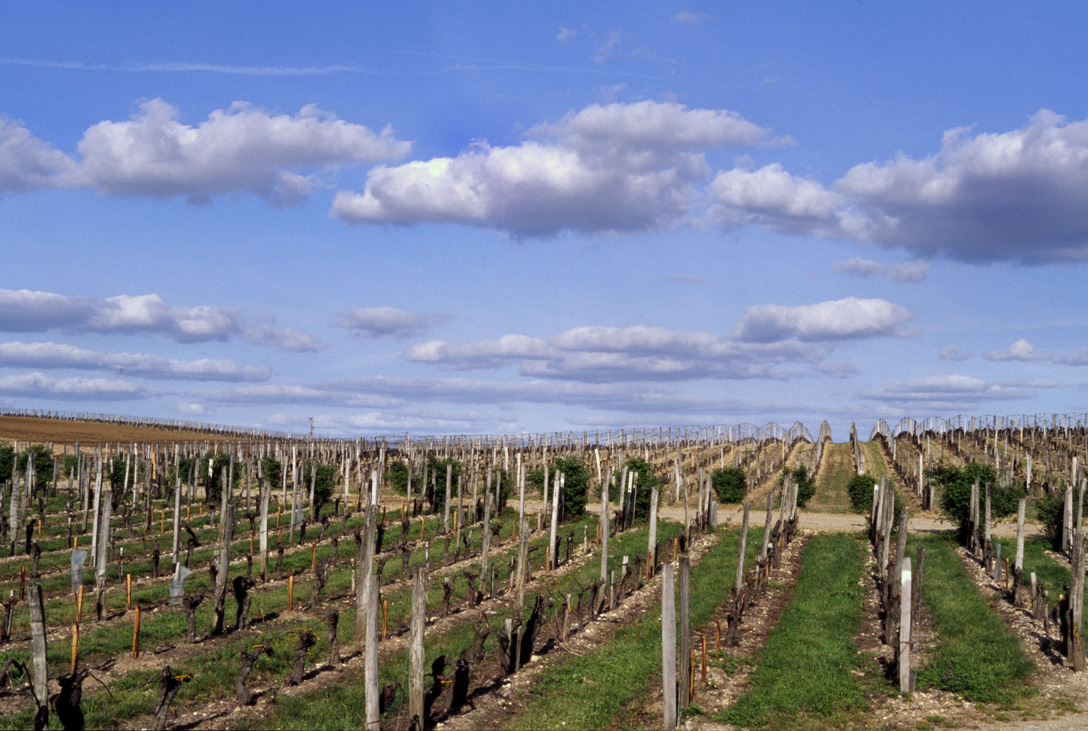
Weinberge von Château Figeac

Mit einer Gesamtflähce von 54 Hektar gehört das Château Figeac zu den größten Anwesen der Region rund um St. Emilion. Das Château befindet sich im äußersten Nordwesten des Gebietes der Appellation von Saint-Émilion, in unmittelbarer Nachbarschaft zur Gemeinde Pomerol. Die 40 Hektar großen Weinberge mit 275.000 Rebstöcken profitieren von einer geologischen Besonderheit: Sie liegen auf bis zu sieben Meter dicken Kiesablagerungen, die der Fluss Isle in der Günz-Eiszeit aus dem Zentralmassiv herangeführt hat. Château Figeac teilt sich seinen Besitz mit den benachbarten Châteaux Cheval Blanc, La Tour-Figeac und La Dominique. Die Besitzerfamilie von Figeac leistet sich den Luxus eines 13 Hektar großen Parks.
Der vom übrigen Saint-Émilion gänzlich verschiedene Bodentyp hat auch eine andere Rebsortenwahl zur Folge. Während im übrigen Gebiet der Appellation, aufgrund des Kalkstein-Lehm Terroirs, überwiegend Merlot angebaut wird, nimmt diese Rebsorte beim Figeac nur 30 % ein. Der Kiesboden, der sich durch die gute Entwässerung und die Reflexion der Hitze auszeichnet, eignet sich mehr für den Anbau von Cabernet Sauvignon und Cabernet Franc, auf die jeweils 35 % entfallen. Daher wird der Château Figeac auch als der Médoc-Wein von Saint-Émilion bezeichnet. Der Rebsortenspiegel ist die Frucht von Versuchen, mit denen der Besitzer Thierry Manoncourt in den Fünfzigerjahren begann. Er füllte separat vinifizierte Rebsorten der einzelnen Lagen in Flaschen, um ihr jeweiliges Entwicklungspotenzial zu ermitteln. Aufgrund der Ergebnisse wurde der Malbec eliminiert und der Anteil der Cabernets stark erhöht.

## Der Wein

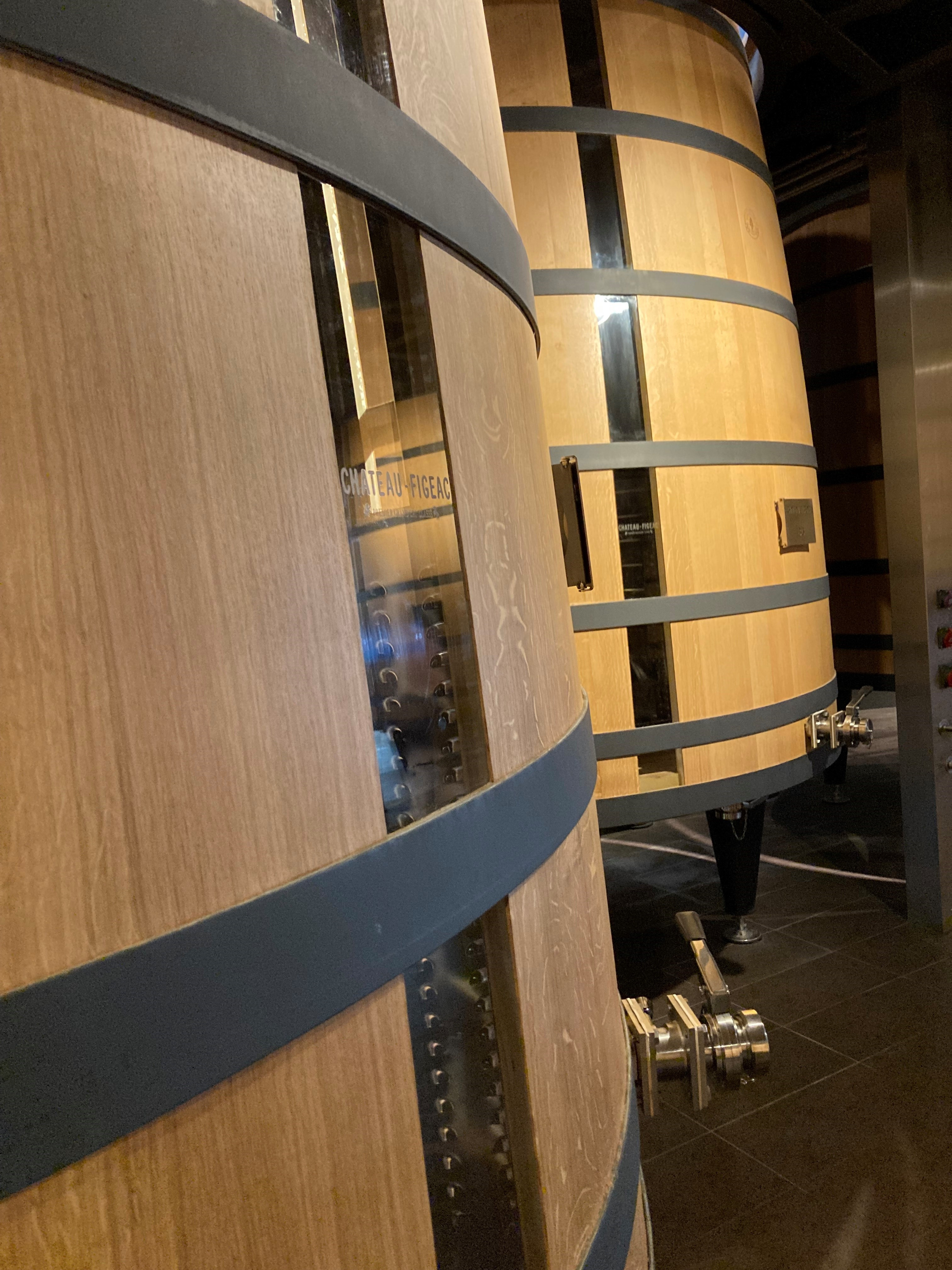
Gärbehälter aus Eichenholz im Keller von Château Figeac

### Weinbereitung
Im Château Figeac gelten die Qualitätsmaßstäbe der großen Bordeaux. Das mittlere Alter der Reben liegt bei 35 Jahren, der Ertrag pendelt um die 40 hl/ha. Die Arbeit im Weinberg folgt den Regeln des integrierten Anbaus. Die Trauben werden von Hand gelesen, entrappt und im Keller nochmals mehrfach nachsortiert. Die Gärung findet in Eichenfässern und Edelstahltanks statt. Château Figeac war in den Siebzigerjahren einer der Pioniere im Einsatz, nutzt bis zum heutigen Tag auch Eichenfässer.  Seit 1998 erfährt der Wein vor Beginn der Gärung eine mehrtägige Präfermentation bei 14 °C. Vergärt wird ausschließlich mit natürlichen Hefen. Der Tresterhut wird bei der Maischegärung eingetaucht und mehrmals aufgelockert. Auch wenn die Maischestandzeit verlängert wurde, wird nach wie vor eher Finesse als Konzentration angestrebt. In den „Grand Vin“ geht auch der Wein der schonenden ersten Pressung ein, die zweite Pressung kommt in den Zweitwein.

### Ausbau

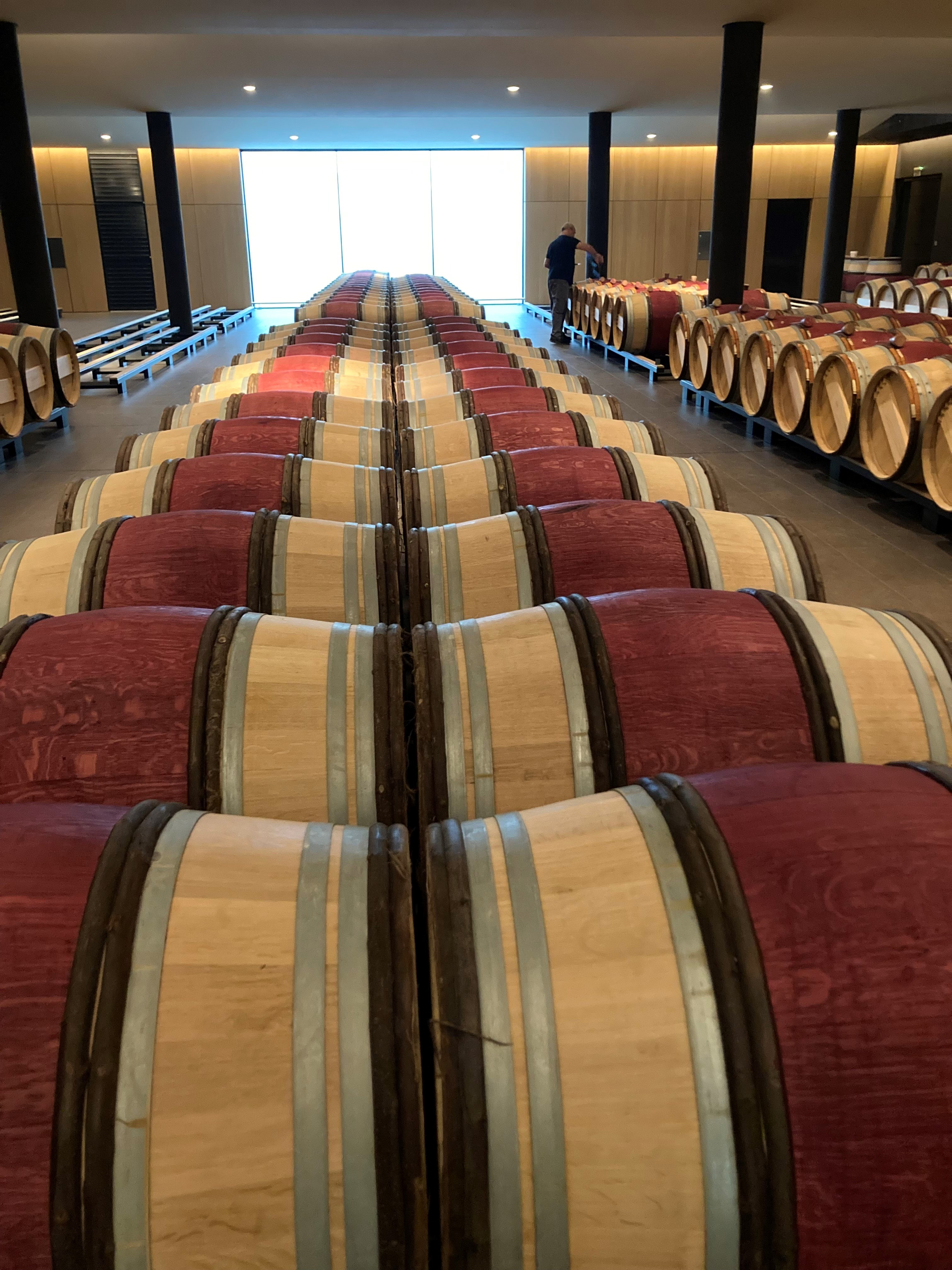
In den Barriques ruht der jüngste Jahrgang des Figeac.

Der Wein wird zügig und ohne Filterung in Barriquefässer transferiert, wo er 15–18 Monate lang lagert. Verwendet wird ausschließlich neues Holz. Acht Holzbottiche aus französischer Eiche (PEFC), ergänzt durch 40 kegelstumpfförmige Edelstahltanks, bilden das Herzstück des halb unterirdisch angelegten Gärkellers.
Der 2021 erbaute Flaschenkeller wurde so konzipiert, dass der Wein ausschließlich mittels der Schwerkraft abgefüllt werden kann, um den Wein bestmöglich zu schonen. Insgesamt werden jährlich rund 160.000 Flaschen Château Figeac und 65.000 Flaschen des Zweitweines  erzeugt. Der Zweitwein, der zuvor unter dem Namen Grange Neuve de Figeac bekannt war, heißt seit 2012 Petit-Figeac und ist das Ergebnis einer besonderen Selektion zum Zeitpunkt der Assemblage. Sie werden ausschließlich als „Primeur“ an Großhändler verkauft. Lediglich für spätere Degustationen verbleiben Kisten im Château.
Das Weingut investierte ab 2018 rund 15 Millionen Euro in den Weinkeller inklusive Neubau sowie in die Kellertechnik. Auf einer Gesamtfläche von 5000 m2 befindet sich ein Fasskeller, Gärkeller, Büros und ein Empfangsbereich. Dies entspricht der dreifachen Flächengröße der alten Anlagen des Châteaus. Ausgeklügelte Gegengewichtssysteme, die ein müheloses Öffnen der schweren Tankdeckel ermöglichen, ebenso wie die an die Klangwelt angepasste Akustik des Kellers, gehören zum hochmodernen Equipment der Anlage auf Château Figeac.
Auf den zwei unterirdischen Ebenen, in einer Tiefe von bis zu 12 Metern, befinden sich 500 Barriques mit Lagerung auf dem Boden. Die dort vorhandene Ruhe, das indirekte Tageslicht, die Stille, die Großzügigkeit der Flächen, die Wärmeträgheit und nicht zuletzt das starke Fundament, das Vibrationen verhindert, schützt den Wein in außergewöhnlich guter Weise. Der Keller, in dem die alten Jahrgänge aufbewahrt werden, ist eine Hommage an Thierry Manoncourt und das außergewöhnliche Terroir von Château Figeac. In den zwei Verkostungsräumen mit angenehmer Atmosphäre werden Gäste empfangen.

### Charakter und Jahrgänge
Der Château Figeac ist ein historischer Wein, dessen unverwechselbarer Charakter der einzigartigen Kombination aus Gunzian-Kies und lehmigem Untergrund, mehreren Mikroklimata und der Mischung aus Cabernet Sauvignon, Cabernet Franc und Merlot, zuzuschreiben ist. Diese ungewöhnliche Mischung, die mehrheitlich aus zwei Dritteln Cabernet besteht, verleiht dem Wein sowohl Struktur als auch Finesse, Frische und Geschmeidigkeit. Seine Fähigkeit, jahrzehntelang zu reifen, ist außergewöhnlich, wobei er im Laufe der Jahre ein unnachahmliches und komplexes Bouquet entfaltet.
Der Merlot-Anteil macht ihn schon nach kürzerer Zeit zugänglich, seine Struktur erlaubt ihm aber, in der Flasche jahrzehntelang zu reifen. Bekannt ist er dafür, dass sich auch kleinere Jahrgänge sehr positiv entwickeln. Als große Jahrgänge können 2018, 2016, 2005, 2004, 2000, 1998, 1995, 1990, 1989, 1986, 1982, 1966, 1964, 1949 und 1947 gelten. Laut Michael Broadbent zählt auch der 1971er zu den Lieblingsweinen des Besitzers Thierry Manoncourt. Ein auffälliger Unterschied zwischen den Jahrgängen ist, dass die späteren Jahrgänge nach 2010 eine bessere Tanninfeinheit, Präzision und Gaumendichte aufweisen.
Der Jahrgang 2016, ein von Robert Parker’s Wine Advocate mit 99 Punkten ausgezeichneter Wein, überzeugt durch seine einzigartige Balance am Gaumen, unterstützt durch das Zusammenspiel der Rebsorten (36 % Merlot, 26 % Cabernet Franc und 38 % Cabernet Sauvignon) und seine hervorragende Struktur.
Der Figeac 2018, mit 100 Punkten ausgezeichnet, gilt als einer der für Château Figeac wichtigsten Jahrgänge. Er weist eine außerordentlich gute Harmonie auf, die durch die Tannine und die noch junge Frucht des Weins unterstrichen wird. Diese Harmonie ist auf die Integration der drei Rebsorten Merlot (37 %), Cabernet Sauvignon (33 %) und Cabernet Franc (30 %), welche alle gleichermaßen zum Wein beitragen, zurückzuführen. Ebenso ist der Reifegrad des Merlot hervorzuheben, der dem Jahrgang seine Reichhaltigkeit verleiht. Auch Frédéric Faye, seit 2013 Geschäftsführer von Château Figeac, bezeichnet den Jahrgang 2018 als großen Jahrgang und beschreibt „die Herausforderung die individuellen Charakteristika jeder Rebsorte zu erkennen und sie miteinander zu verbinden.“
Die stetigen Verfeinerungen der letzten Jahre, die die Verbesserung der Tanninstruktur, des aromatischen Ausdrucks und der ‘power of seduction in youth‘ beinhalten, unterstützte die Klassifikation im Jahr 2022 als Premier Grand Cru Classé A.

## Geschichte

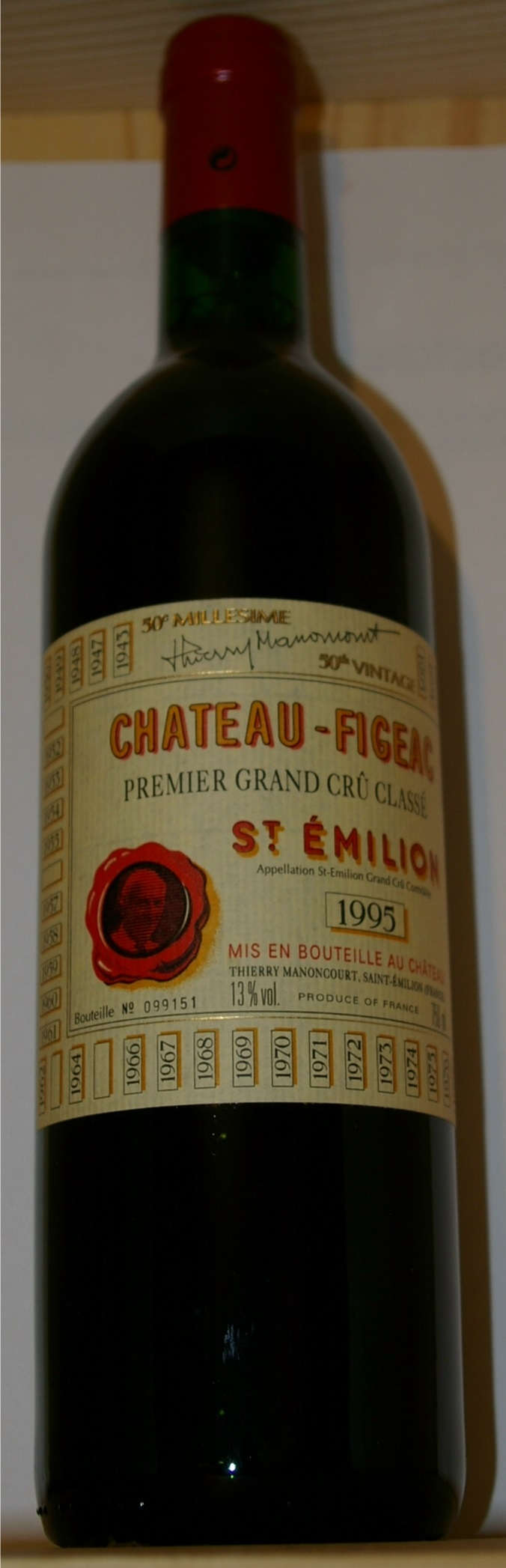
Château Figeac 1995 mit Sonderetikett zum 50. von Thierry Manoncourt vinifizierten Jahrgang

Die Ursprünge des Gutes liegen wohl in römischer Zeit, zumindest wird sein Name auf eine gallo-römische Villa des 2. Jahrhunderts namens Figeacus zurückgeführt. Der Besitz bestand das ganze Mittelalter hindurch und gehörte nacheinander verschiedenen führenden Familien der Region. Die ältesten Partien des Schlossgebäudes stammen aus dem 15. Jahrhundert. Im 17. Jahrhundert kam es an die Familie Carle, deren Mitglied François de Carle von Ludwig XIV. zum Bürgermeister von Saint-Émilion auf Lebenszeit ernannt wurde. Im 18. Jahrhundert baute Élie de Carle das Château Figeac zum großen Weingut aus. Er ließ auch das Schloss erneuern. Damals umfasste das Gut 250 Hektar Weinberge, Wälder und Weideland. Der Wein wurde an begüterte Kunden in ganz Europa geliefert. Nach seinem Tod brachte der aufwändige Lebensstil seiner Witwe das Gut jedoch in wirtschaftliche Schwierigkeiten. Nach und nach wurden Teile verkauft, aus denen dann später selbst berühmte Weingüter hervorgingen.
Das restliche Gut wechselte im 19. Jahrhundert mehrmals den Besitzer. 1892 kaufte es André Villepigue und seine Frau Henriette de Chèvremont, die Großeltern von Thierry Manoncourt. Sein Sohn, Robert Villepigue, Agraringenieur, hat 1906 das berühmte Etikett kreiert. Thierry, der ein junger Agraringenieur war, begann nach seinem Studium im Jahr 1947, auf Château Figeac zu arbeiten. Seine beharrliche, wissenschaftlich untermauerte Arbeit an Weinbergen und Keller brachte Château Figeac wieder seinen früheren Rang zurück. Thierry Manoncourts Priorität war zunächst nicht der Weinbau, sondern das Verständnis über die Gegebenheiten der Böden, besonders der drei mit Kiesboden bedeckten Kuppen aus der Günzeiszeit, die im Herzen des Terroirs von Figeac stehen.
Ab 1950 bewahrte er zwei Barriques jeder Rebsorte getrennt auf, um ihre jeweiligen charakteristischen Merkmale zu ermitteln und spezialisierte sich schließlich auf Cabernet Sauvignon, Cabernet Franc und Merlot. 1956 heiratet Thierry Manoncourt Marie-France Duboÿs de Labarre, die ihn von da an tatkräftig unterstützte. Unter der Führung von Thierry und Marie-France Manoncourt baute sich das Renommée des Weingutes weltweit aus. Seit 1988 unterstützt ihn dabei sein Schwiegersohn Eric d'Aramon, der behutsame Änderungen in der Weinbereitung einführte und von 1988 bis 2013 Geschäftsführer war. Seit 2013 ist Frédéric Faye, Agraringenieur, Geschäftsführer des Châteaus.
Sein großes Ziel hat Thierry Manoncourt lange nicht erreicht: die Aufnahme in die absolute Spitze der Premier Grand Cru Classés A von Saint-Émilion. Bei der turnusmäßigen Revision der Klassifizierung im Jahr 1995 wurde ihm dieser Aufstieg mit dem Argument versagt, der Château Figeac sei nicht teuer genug! Das mag auch daran liegen, dass er bei Robert Parker weniger hoch im Kurs steht. Château Figeac legt Wert auf die Feststellung, dass diesem keine Probe des Jahrgangs 2004 geschickt wurde. Die 2006er Revision der Klassifikation, die erst im Jahr 2012 definitiv veröffentlicht wurde, brachte Château Figeac zwar die Bestätigung als Premier Grand Cru Classé B, aber dem Aufstieg rückte es nicht näher.
Seit dem Tod von Thierry Manoncourt 2010, der bis zu diesem Zeitpunkt im operativen Geschäft des Châteaus tätig war, wird Château Figeac von Marie-France Manoncourt, als Ehrenpräsidentin und Mitgeschäftsführerin, gemeinsam mit den Töchtern Hortense Idoine Manoncourt und Blandine de Brier Manoncourt geführt. „Madame Manoncourt hat Figeac geprägt und tut es immer noch“. Tochter Blandine de Brier Manoncourt ist sehr dankbar, dass ihnen das Erbe erlaubt, sich selbst und das Château weiter zu formen und auf die reichhaltige Geschichte des Erbes aufzubauen. Der Weinkeller, ein architektonisches und technisches Meisterwerk, ist „eindeutig als Teil der Rückeroberungsstrategie für Château Figeac zu sehen“, so Blandine de Brier Manoncourt.
2013 ist als revolutionäres Jahr in der Geschichte von Château Figeac anzusehen. Frédéric Faye wurde als Geschäftsführer eingesetzt, Jean-Valmy Nicolas, Miteigentümer des benachbarten Château la Conseillante, als Co-Geschäftsführer. Ebenso die erfolgreiche Vermarktung des Weines sowie die stetigen Qualitätsverbesserungen und die neu ausgebaute Anlage prägten diese Evolution sehr. Im Jahr 2022 erfolgte schließlich die Klassifikation zum Wein der Klasse der Premier Grand Cru Classé A, die höchste Stufe der Bordeaux-Klassifizierung.

## Belege
1. 1 2 3 4  Marco Dettweiler: Die Frauen von Figeac. In: Frankfurter Allgemeine Zeitung. 2022, S. 20.
2. 1 2  The Builders, auf chateau-figeac.com
3. ↑  Château-Figeac at Saint-Émilion, a flagship Bordeaux estate, auf chateau-figeac.com
4. 1 2 3 4  Château Figeac: Press Kit 2021. Hrsg.: Château Figeac.
5. 1 2  Saint-Emilion : À château Figeac une lignée de corsaires anglais et de gentilshommes périgourdins, auf avis-vin.lefigaro.fr
6. ↑  1er grand cur classé "A", auf chateau-figeac.com
7. ↑  Robert Parker's Wine Advocate, 98, 100, 99 for 2016 Chateau Figeac, Saint-Emilion Grand Cru, France 750ml at Fine Wines International, auffinewinesinternational.com
8. ↑  Roger Voss: The Making of a 100-Point Wine: Return to Greatness in Saint-Émilion, auf wineenthusiast.com
9. ↑  Château-Figeac 1947-2019: the St-Emilion outlier comes of age, auf cluboenologique.com/
10. ↑  https://www.wineenthusiast.com/2021/07/02/best-bordeaux-saint-emilion-review/